# Burchard Precht den yngre
Burchard Precht, född 4 oktober 1689 i Stockholm, död under 1770-talet, var en svensk bildhuggare (han levde ännu 1767 men var död 1779.)

## Biografi
Burchard Precht var son till hovbildhuggaren Burchard Precht och Brita Standorff och gift med ett  frånskilt adeligt fruntimmer. Han var bror till Johan Philip Precht och halvbror till Gustaf Precht och Christian Precht. Han utbildades av sin far vid den prechtska familjeverkstaden och begav sig därefter ut på en studieresa i Europa omkring 1707. Han befann sig i Paris 1720 och undervisade då Carl Gustaf Tessin i teckning. Därefter begav han sig till Lothringen där han anlitades av hertig Leopold-Josef. Hans övergång till katolicismen föranledde fadern att göra honom arvlös. 